# Вятский технический лицей
Кировское областное государственное общеобразовательное автономное учреждение «Вятский технический лицей» (КОГОАУ ВТЛ) — государственное общеобразовательное учреждение старшего звена в Кирове. Обучение ведётся по программам 10—11 классов с углублённым изучением предметов по отдельным профилям.

## История
Вятский технический лицей был учреждён при Кировском авиационном техникуме распоряжением мэра города Кирова от 18 июня 1992 года «О регистрации Вятского технического лицея». Расположился в корпусе техникума № 1. Учредителями выступили Администрация города Кирова и Кировский авиационный техникум. Приём осуществлялся на 2 специальности: токарь-револьверщик и токарь-универсал. Всего было набрано 57 студентов. Директором лицея был назначен И. Ф. Важенин.
В 1993 году были открыты специальности «коммерческий агент» и «бухгалтер», создана Школа абитуриента для подготовки лицеистов к поступлению в техникумы и ВУЗы. В 1994 году приём по рабочим специальностям был закрыт, открыта специальность «программист». По результатам выпускных экзаменов лицеисты зачислялись на Факультет автоматизации машиностроения ВГПУ.
1 февраля 1996 года новым директором лицея была назначена Елена Борисовна Левина. Открыта специальность «офис-менеджер». С 1 сентября 1996 года научным руководителем лицея становится Николай Васильевич Котряхов, доктор технических наук, зав. кафедрой педагогики ВГПУ. Учреждён диплом «Славы лицея», вручаемый за особый вклад в дело развития и процветания лицея.
Летом 1998 года открыта специальность «культурология». 15 ноября 1999 года утверждено «Положение о Совете лицея», органе ученического самоуправления. Впервые проведены конкурсы «Самый лучший староста», «Самый лучший спортсмен», «Самый лучший активист», «Самая лучшая группа».
В сентябре 2000 года принят Кодекс чести лицеиста и Правила поведения для учащихся ВТЛ. В декабре открылся драматический кружок.
В 2010 году Вятский технический лицей был передан на баланс области и переведён в подчинение Департамента образования Кировской области. Лицей получает собственное здание, ранее принадлежавшее профессиональному училищу № 25.

## Профили
- Информационно-технологический профиль
  - компьютерный дизайн
  - языки программирования
  - технология компьютерной видео обработки
- Индустриально-технологический профиль
- Транспортно – технологический профиль
- Экономический профиль
- Инженерный профиль

## Награды
- 2003 — участник рейтинга «Лучшие школы России» журнала «Формула Карьеры». 9-е место в рейтинге лучших лицеев[3]
- 2005 — победитель конкурса «Лучшие школы Кировской области-2005»[4]
- 2006 — специальный диплом конкурса «Лучшие школы России-2006»[5]
- 2006 — победитель конкурса общеобразовательных учреждений, активно внедряющих инновационные технологии[6]